# John Curry (hockey sur glace)
Pour le patineur artistique, voir John Curry (patinage artistique).
Pour les articles homonymes, voir John Curry et Curry (homonymie).
John Curry (né le 27 février 1984 à Shorewood ville du Minnesota aux États-Unis) est un joueur professionnel de hockey sur glace qui évolue en tant que gardien de but.

## Carrière

### Carrière junior
Au sein de Breck School, école de Minneapolis, il est élu en 2001-02 meilleur joueur de l'équipe alors qu'il est le capitaine de l'équipe. Il rejoint ensuite l'université de Boston et les Terriers de Boston même s'il ne joue qu'un seul match avec l'équipe en 2003-04. Il a sa place avec les Terriers du championnat NCAA pour la saison suivante. En 2006-07, il est nommé assistant capitaine de l'équipe pour sa dernière saison en NCAA et est nommé dans la première équipe type des joueurs américains de l'association de l'Est. Il participe au tournoi de l'État entre les quatre universités, le Beanpot, et remporte le titre de meilleur joueur du tournoi et meilleur gardien cette année. Avec un pourcentage de 95,8 %, il réalise un record d'arrêts pour le tournoi. La même année, il reçoit le trophée Walter Brown Award, trophée récompensant le meilleur joueur américain de la Nouvelle-Angleterre.

### Carrière professionnelle
Il signe son premier contrat professionnel en juillet 2007 sans passer par l'étape traditionnelle des repêchages de la Ligue nationale de hockey. Il rejoint ainsi le rang des joueurs des Penguins de Pittsburgh le 12 juillet et est affecté aux équipes affiliées en ligues mineures, les Penguins comptant déjà dans leur rang Marc-André Fleury et Dany Sabourin. Les Penguins de Wilkes-Barre/Scranton ont déjà comme gardien numéro un Ty Conklin et Curry espère batailler sa place avec David Brown. Le 18 octobre, il rejoint l'équipe de l'ECHL des Wranglers de Las Vegas, équipe affiliée aux Flames de Calgary. Il revient avec les Penguins mi-novembre en profitant de la blessure de Fleury, gardien numéro un dans la LNH. Conklin est alors appelé pour jouer dans la LNH et Curry a alors la possibilité de jouer ses premiers matchs dans la saison. À l'issue de la saison, il est sélectionné dans l'équipe type des joueurs recrues de la LAH en compagnie d'Alex Goligoski. Il est également le cinquième meilleur gardien de la saison au niveau du pourcentage d'arrêts. Avec l'équipe 2007-08 de Wilkes-Barre/Scranton, il va parvenir à la finale de la Coupe Calder mais l'équipe va perdre en six matchs, 4 à 2. Curry joue alors l'ensemble des matchs des séries.
Le 26 novembre 2008, Curry est appelé pour être le second gardien de l'équipe de Pittsburgh, Marc-André Fleury étant indisponible. Il remplace Dany Sabourin après que celui-ci a encaissé trois buts en 22 minutes et va réaliser onze arrêts pour la victoire de son équipe 5-3 sur la glace des Islanders de New York. Alors que l'équipe des Penguins de Pittsburgh remporte la Coupe Stanley, il signe le 1er août 2009, une prolongation de contrat pour deux saisons avec l'équipe.

## Statistiques
| Saison     | Équipe                 | Ligue      |    | Saison régulière | Saison régulière | Saison régulière | Saison régulière | Saison régulière | Saison régulière | Saison régulière | Saison régulière | Saison régulière | Saison régulière |    | Séries éliminatoires | Séries éliminatoires | Séries éliminatoires | Séries éliminatoires | Séries éliminatoires | Séries éliminatoires | Séries éliminatoires | Séries éliminatoires | Séries éliminatoires |
| Saison     | Équipe                 | Ligue      | PJ | V                | D                | Pr/N             | Min              | BC               | Moy              | % Arr            | Bl               | Pun              | PJ               | V  | D                    | Min                  | BC                   | Moy                  | % Arr                | Bl                   | Pun                  |                      |                      |
| 2003-2004  | Terriers de Boston     | NCAA       | 1  | 0                | 0                | 0                | 5                | 0                | 0,00             | 100              | 0                | 0                | -                | -  | -                    | -                    | -                    | -                    | -                    | -                    | -                    |                      |                      |
| 2004-2005  | Terriers de Boston     | NCAA       | 33 | 18               | 11               | 3                | 1 949            | 64               | 1,97             | 92,3             | 3                | 4                | -                | -  | -                    | -                    | -                    | -                    | -                    | -                    | -                    |                      |                      |
| 2005-2006  | Terriers de Boston     | NCAA       | 37 | 24               | 8                | 4                | 2 166            | 81               | 2,24             | 91,8             | 3                | 2                | -                | -  | -                    | -                    | -                    | -                    | -                    | -                    | -                    |                      |                      |
| 2006-2007  | Terriers de Boston     | NCAA       | 36 | 17               | 10               | 8                | 2 154            | 72               | 2,01             | 92,8             | 7                | 0                | -                | -  | -                    | -                    | -                    | -                    | -                    | -                    | -                    |                      |                      |
| 2007-2008  | Wranglers de Las Vegas | ECHL       | 6  | 4                | 1                | 0                | 342              | 16               | 2,81             | 90,5             | 0                | 0                | -                | -  | -                    | -                    | -                    | -                    | -                    | -                    | -                    |                      |                      |
| 2007-2008  | Nailers de Wheeling    | ECHL       | 1  | 0                | 1                | 0                | 60               | 4                | 4,00             | 86,7             | 0                | 0                | -                | -  | -                    | -                    | -                    | -                    | -                    | -                    | -                    |                      |                      |
| 2007-2008  | Penguins de WBS        | LAH        | 40 | 24               | 12               | 3                | 2 343            | 87               | 2,23             | 91,5             | 3                | 17               | 23               | 14 | 9                    | 1 358                | 64                   | 2,83                 | 89,9                 | 1                    | 0                    |                      |                      |
| 2008-2009  | Penguins de Pittsburgh | LNH        | 3  | 2                | 1                | 0                | 150              | 6                | 2,40             | 91,3             | 0                | 0                | -                | -  | -                    | -                    | -                    | -                    | -                    | -                    | -                    |                      |                      |
| 2008-2009  | Penguins de WBS        | LAH        | 50 | 33               | 15               | 1                | 2 996            | 119              | 2,38             | 91,6             | 4                | 4                | 7                | 4  | 3                    | 393                  | 22                   | 3,36                 | 88,5                 | 0                    | 0                    |                      |                      |
| 2009-2010  | Penguins de WBS        | LAH        | 46 | 23               | 19               | 2                | 2 657            | 127              | 2,87             | 89,1             | 1                | 4                | 3                | 0  | 3                    | 176                  | 9                    | 3,07                 | 90,8                 | 0                    | 0                    |                      |                      |
| 2009-2010  | Penguins de Pittsburgh | LNH        | 1  | 0                | 1                | 0                | 25               | 5                | 12,25            | 64,3             | 0                | 0                | -                | -  | -                    | -                    | -                    | -                    | -                    | -                    | -                    |                      |                      |
| 2010-2011  | Penguins de WBS        | LAH        | 41 | 23               | 13               | 0                | 2 239            | 91               | 2,44             | 90,5             | 2                | 4                | -                | -  | -                    | -                    | -                    | -                    | -                    | -                    | -                    |                      |                      |
| 2011-2012  | Hambourg Freezers      | DEL        | 42 | 22               | 20               | 0                | 2 504            | 114              | 2,73             | 91,7             | 3                | 4                | 5                | 1  | 4                    | 278                  | 15                   | 3,24                 | 90,9                 | 0                    | 0                    |                      |                      |
| 2012-2013  | Solar Bears d'Orlando  | ECHL       | 32 | 17               | 11               | 2                | 1 776            | 83               | 2,80             | 91,0             | 0                | 0                | -                | -  | -                    | -                    | -                    | -                    | -                    | -                    | -                    |                      |                      |
| 2013-2014  | Wild du Minnesota      | LNH        | 2  | 1                | 0                | 0                | 80               | 4                | 3,00             | 93,0             | 0                | 0                | -                | -  | -                    | -                    | -                    | -                    | -                    | -                    | -                    |                      |                      |
| 2013-2014  | Wild de l'Iowa         | LAH        | 19 | 7                | 9                | 2                | 1 101            | 48               | 2,62             | 92,0             | 1                | 0                | -                | -  | -                    | -                    | -                    | -                    | -                    | -                    | -                    |                      |                      |
| 2013-2014  | Solar Bears d'Orlando  | ECHL       | 13 | 10               | 2                | 0                | 767              | 34               | 2,66             | 91,7             | 0                | 0                | -                | -  | -                    | -                    | -                    | -                    | -                    | -                    | -                    |                      |                      |
| 2014-2015  | Wild du Minnesota      | LNH        | 2  | 0                | 0                | 1                | 72               | 5                | 4,17             | 80,0             | 0                | 0                | -                | -  | -                    | -                    | -                    | -                    | -                    | -                    | -                    |                      |                      |
| 2014-2015  | Wild de l'Iowa         | LAH        | 41 | 13               | 23               | 2                | 2 274            | 101              | 2,66             | 91,7             | 2                | 2                | -                | -  | -                    | -                    | -                    | -                    | -                    | -                    | -                    |                      |                      |
| 2014-2015  | Mallards de Quad City  | ECHL       | 1  | 1                | 0                | 0                | 60               | 2                | 2,00             | 93,1             | 0                | 2                | -                | -  | -                    | -                    | -                    | -                    | -                    | -                    | -                    |                      |                      |
| Totaux LNH | Totaux LNH             | Totaux LNH | 8  | 3                | 2                | 1                | 326              | 20               | 3,68             | 87,9             | 0                | 0                | -                | -  | -                    | -                    | -                    | -                    | -                    | -                    | -                    |                      |                      |

## Trophées et honneurs personnels
Ligue américaine de hockey
- 2011 : récipiendaire avec Brad Thiessen du trophée Harry-« Hap »-Holmes